# Mush Synnfjell
Mush Synnfjell – dwudniowe wyścigi psich zaprzęgów organizowane w pierwszy weekend stycznia w Synnfjellet w gminie Nordre Land. Odbywają się od 2013 roku.
Start i meta znajdują się w Spåtind, natomiast punkty kontrolne w Halden i Fløytedammen. Organizatorem jest Klub Sportowy Torpa.

## Zwycięzcy
| Rok  | Zwycięzca             | Źródło |
| ---- | --------------------- | ------ |
| 2013 | Elisabeth Edland      | [ 2 ]  |
| 2014 | Ola Brennodden        | [ 3 ]  |
| 2015 | Kristoffer Halvorsen  | [ 4 ]  |
| 2016 | Kristoffer Halvorsen  | [ 5 ]  |
| 2017 | Jean Philippe Pontier | [ 6 ]  |
| 2018 | Jean Philippe Pontier | [ 7 ]  |
| 2019 | Jean Philippe Pontier | [ 8 ]  |
| 2020 | Jean Philippe Pontier | [ 9 ]  |
| 2021 | Elisabeth Edland      | [ 10 ] |